# Geelgestreepte fuselier
De geelgestreepte fuselier (Caesio varilineata) is een straalvinnige vis uit de familie van Caesionidae, orde baarsachtigen (Perciformes), die voorkomt langs alle kusten van de Indische Oceaan en in de Rode Zee en de Perzische Golf.

## Beschrijving
Caesio varilineata kan een maximale lengte bereiken van 40 centimeter.
De vis heeft één rugvin en één aarsvin. Er zijn 10 stekels en 14 tot 16 vinstralen in de rugvin en 3 stekels en 11 tot 13 vinstralen in de aarsvin.

## Leefwijze
Caesio varilineata is een zoutwatervis die voorkomt bij koraalriffen in tropische wateren.
Het dieet van de vis bestaat hoofdzakelijk uit zoöplankton.

## Relatie tot de mens
Caesio varilineata is voor de visserij van beperkt commercieel belang. De soort staat niet op de Rode Lijst van de IUCN.